# Rilhac-Rancon
Rilhac-Rancon is een gemeente in het Franse departement Haute-Vienne (regio Nouvelle-Aquitaine) en telt 3652 inwoners (1999). De plaats maakt deel uit van het arrondissement Limoges.

## Geografie
De oppervlakte van Rilhac-Rancon bedraagt 17,5 km², de bevolkingsdichtheid is 208,7 inwoners per km².
De onderstaande kaart toont de ligging van Rilhac-Rancon met de belangrijkste infrastructuur en aangrenzende gemeenten.

## Demografie
Onderstaande figuur toont het verloop van het inwonertal (bron: INSEE-tellingen).